# 金城公主
金城公主（きんじょうこうしゅ、? - 739年）は、唐の皇室の女性。710年に吐蕃王のティデ・ツクツェンに嫁した。

## 生涯
金城公主は唐の中宗の兄にあたる章懐太子李賢の孫で、邠王李守礼の娘にあたる。兄弟には広武王李承宏や敦煌王李承寀がある。
ティデ・ツクツェンの即位前の708年、吐蕃は唐との婚姻関係を求めた。唐の中宗は両国の和平のために金城公主を降嫁させた。
しかしティデ・ツクツェンの時代に吐蕃は河西地域（今の甘粛省東部）や、ギルギットを経てパミールへと進出しようとし、唐と衝突した。金城公主は唐と吐蕃の間の重要な外交チャンネルとして和平を目指したが、両国の対立は激しさを増し、一時は唐への帰国を打診するほどであったという。
739年に金城公主は没した。これによって唐と吐蕃の両国の関係悪化に対する歯止めがなくなった。子はなかった。
金城公主は吐蕃に儒教の経典や医学書をもたらしたと伝えられる。
後、ティソン・デツェン王の時代の762年に長安を占領した吐蕃は、金城公主の兄弟である李承宏を皇帝に立てた。